# Кикли, Люк
Люк Кикли (англ. Luke August Kuechly, род. 20 апреля 1991 года — американский профессиональный игрок в американский футбол, выступающий на позиции лайнбекера в клубе Национальной футбольной лиги «Каролина Пэнтерс».

## Колледж
Играл за команду «Бостон Колледж Иглз». За всю студенческую карьеру сделал 532 тэкла (299 из них — индивидуально). Колледж окончил с дипломом по маркетингу.

## НФЛ
Выбран на драфте 2012 года под 9 номером. Играет на позиции Миддл лайнбекера. В сезоне 2012 года Люк получил награду «Лучшему защитнику-новичку». А на следующий год уже был признан «Лучшим защитников года».
10 сентября 2015 года продлил контракт на 5 лет стоимостью 62 миллиона.